# 1202
1202 (MCCII) var ett normalår som började en tisdag i den julianska kalendern.

## Händelser

### Mars
- 9 mars – När den norske kungen Sverre Sigurdsson dör efterträds han som kung av Norge av sin son Håkan.

### November
- 12 november – När den danske kungen Knut VI dör efterträds han som kung av Danmark av sin bror Valdemar.

### Okänt datum
- Fibonacci introdicerar arabiska siffror i Europa med utgivandet av sin bok Liber abaci.
- Sverker den yngres son Johan Sverkersson ärver morfadern Birger Brosas titel som jarl. Detta oroar Knut Erikssons söner, eftersom de enligt avtal skall efterträda Sverker på tronen.
- Albert av Riga grundar Svärdsriddarorden i Livland.

## Födda
- Eleonora av Kastilien, drottning av Aragonien.
- Margareta II av Flandern, grevinna av Flandern och grevinna av Hainaut.

## Avlidna
- 9 januari – Birger Brosa, svensk jarl sedan 1174.
- 9 mars – Sverre Sigurdsson, kung av Norge sedan 1184.
- 30 mars – Joakim av Floris, italiensk abbot inom cisterciensorden, teolog.
- 12 november – Knut VI, kung av Danmark sedan 1182.
- Arnalda de Caboet, andorransk feodalherre.